# Le Pontet (Savoie)
Le Pontet is een gemeente in het Franse departement Savoie (regio Auvergne-Rhône-Alpes) en telt 112 inwoners (1999). De plaats maakt deel uit van het arrondissement Chambéry.

## Geografie
De oppervlakte van Le Pontet bedraagt 8,7 km², de bevolkingsdichtheid is 12,9 inwoners per km².
De onderstaande kaart toont de ligging van Le Pontet (Savoie) met de belangrijkste infrastructuur en aangrenzende gemeenten.

## Demografie
Onderstaande figuur toont het verloop van het inwonertal (bron: INSEE-tellingen).